# Iais chilense
Iais chilense là một loài chân đều trong họ Janiridae. Loài này được Winkler miêu tả khoa học năm 1992.